# Dibutylglycol
Dibutylglycol, of volgens de IUPAC-regels: 1,2-dibutoxyethaan is een organische verbinding met de brutoformule {\displaystyle {\ce {C10H22O2}}}. De stof is een di-ether. Daarmee is het een polair aprotisch oplosmiddel. Het wordt onder andere toegepast als extractiemiddel in de vloeistof-vloeistofextractie bij de zuivering van goud via tetrachloorauraat(III)zuur.